# Вишневский сельсовет (Гродненская область)
Ви́шневский сельсовет (бел. Вішнеўскі сельсавет) — административная единица на территории Сморгонского района Гродненской области Белоруссии. Площадь сельсовета — 307,6759 км2, численность населения — 1 569 человек (на 1 января 2024 года).

## История
Сельсовет образован в 1949 году. 1 сентября 2016 года в состав сельсовета вошли 30 населённых пунктов упразднённого Войстомского сельсовета.

## Население
- 2019 год — 1850 чел.;
- 2021 год — ↘ 1814 чел.;
- 2022 год — ↘ 1660 чел.;
- 2023 год — ↘ 1608 чел.

## Состав
Вишневский сельсовет включает 66 населённых пунктов:
- Абрамовщина-1 — деревня.
- Абрамовщина-3 — деревня.
- Антосино — деревня.
- Бельково — хутор.
- Бибки — деревня.
- Бонда — хутор.
- Великополье — деревня.
- Вишнево — агрогородок.
- Войстом — агрогородок.
- Войстом — хутор.
- Вольковщина — деревня.
- Выголененты — деревня.
- Горани — деревня.
- Дервели — деревня.
- Дыбуньки — деревня.
- Заболотье — деревня.
- Закрочье — хутор.
- Замечек — деревня.
- Замостье — деревня.
- Катриново — хутор.
- Копаниха — деревня.
- Красноозёрная — деревня.
- Круни — деревня.
- Кулеши — деревня.
- Купля — деревня.
- Курчи — хутор.
- Лемеши — деревня.
- Лещеняты — деревня.
- Лозовка — деревня.
- Локачи — деревня.
- Людимы — деревня.
- Малиновая — деревня.
- Мизуличи — деревня.
- Милути — деревня.
- Мицкевичи — деревня.
- Нароты — деревня.
- Нефеды — деревня.
- Новое Село — деревня.
- Новосёлки — деревня.
- Окушково — хутор.
- Окушковщина — хутор.
- Ордея — деревня.
- Осиновка — деревня.
- Острово — деревня.
- Погорельщина — деревня.
- Полянка — хутор.
- Постарини-1 — деревня.
- Постарини-2 — деревня.
- Рацевичи — деревня.
- Ротковичи — деревня.
- Рудня — деревня.
- Свайгини — деревня.
- Светиловичи — деревня.
- Селец — деревня.
- Селище — деревня.
- Семенки — деревня.
- Славчиненты — деревня.
- Стасино — деревня.
- Студенец — деревня.
- Теляки — деревня.
- Туровщина — хутор.
- Угляны — деревня.
- Хавсты — деревня.
- Шостаки — деревня.
- Щани — деревня.
- Ягодново — деревня.